# Xã Prairiewood, Quận Brown, Nam Dakota
Xã Prairiewood (tiếng Anh: Prairiewood Township) là một xã thuộc quận Brown, tiểu bang Nam Dakota, Hoa Kỳ. Năm 2010, dân số của xã này là 266 người.